# S-500 (missile)
Le S-500 Prometeï (russe : Прометей, en référence à Prométhée) est un système de défense antiaérienne et antibalistique de dernière génération développé par le groupe PVO Almaz-Antey.

## Historique
Le S-500 a été annoncé par le président Vladimir Poutine en 2011.

En octobre 2017, le président turc Recep Tayyip Erdoğan annonce être en discussion avec la Russie pour l'acquisition des S-500.

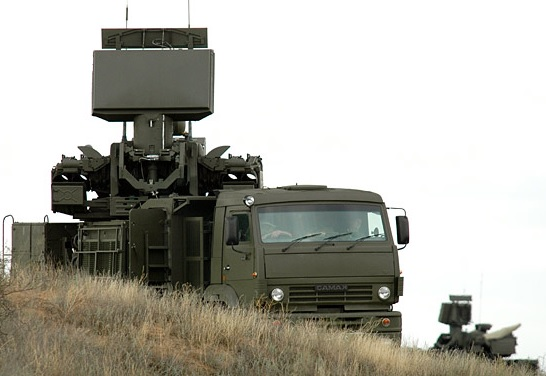
Radar mobile du S-500.

Le 25 avril 2022, Yan Novikov, PDG de Almaz-Antey, indique que le S-500 est entré en phase de production,.

## Description
Ce système utilisera le principe de traitement séparé de la tâche, qui consiste à détruire aussi bien des cibles balistiques qu'aérodynamiques.

Conformément à ce principe, différents missiles seront installés dans des conteneurs d'aspect identique, ce qui permettra à un seul complexe, selon ses promoteurs, d'éliminer tout type de cible : non seulement les avions et les drones quelles que soient leur vitesse ou altitude, mais également des missiles à moyenne portée, des missiles de croisière hypersoniques volant à plus de cinq fois la vitesse du son et même les ogives des missiles intercontinentaux. Le S-500 serait capable de détecter et d’engager simultanément jusqu'à 10 cibles hypersoniques balistiques volant à une vitesse de 5 km/s (18 000 km/h) jusqu'à une limite de 7 km/s (Mach20). L’altitude de la cible peut être aussi élevée que 180 à 200 km.

Le principe de traitement séparé avait déjà été appliqué avec le S-400 Triumph (complexe de la génération précédente) mais les capacités du S-500 seront encore plus poussées.

Il devait entrer en service en 2020.
Le système du S-500 se compose des éléments suivants:
- Tracteur-érecteur-lanceur 77P6, basé sur le camion BAZ-69096 10x10
- Postes de commandement 55K6MA et 85Zh6-2, basés sur BAZ-69092-12 6x6
- Radar d'acquisition et de gestion de combat 91N6A(M), une modification du 91N6 (Big Bird) tracté par le tracteur BAZ-6403.01 8x8
- Radar d'acquisition 96L6-TsP, une version améliorée du 96L6 (Cheese Board) sur BAZ-69096 10x10
- Radar d'engagement multimode 76T6 sur BAZ-6909-022 8x8
- Radar d'engagement ABM 77T6 sur BAZ-69096 10x10

## Utilisateurs
- Russie : En 2021, les premiers systèmes ont été livrés aux Forces armées russes. Ils ont été affectés à la défense de l'espace aérien de Moscou. Un deuxième régiment devrait être formé vers le premier semestre de 2022[7].

## Utilisateurs potentiels
- Turquie : Après l'achat du système S-400 russe, la Turquie s'est montré intéressée par le système de défense S-500 et envisagerait même une production conjointe[8].
- Algérie :   En 2021, l'Algérie aurait signé un accord majeur d'armements avec la Russie pour acquérir de nouveaux équipements d'une valeur de 7 milliards de dollars. Parmi les acquisitions envisagées, on évoque notamment le système de défense aérienne S-500[9].